# Europese PGA Tour 2000
De Europese PGA Tour 2000 was het 29ste seizoen van de Europese PGA Tour en bestond uit 44 toernooien.
Dit seizoen stond er zes nieuwe toernooien op de kalender: het Alfred Dunhill Kampioenschap, de Greg Norman Holden International, het Brazil Rio de Janeiro 500 Years Open, het Brazil São Paulo 500 Years Open, de Seve Trophy en het Wales Open. Het Estoril Open, het German Open en het Sarazen World Open verdwenen van de kalender.

## Kalender
| Data  | Data  | Toernooi                                   | Baan                             | Land             | Winnaar             | Score     | Info                                 |
| 1999  | 1999  | 1999                                       | 1999                             | 1999             | 1999                | 1999      | 1999                                 |
| ----- | ----- | ------------------------------------------ | -------------------------------- | ---------------- | ------------------- | --------- | ------------------------------------ |
| 11/11 | 14/11 | Johnnie Walker Classic                     | Ta Shee Golf & Country Club      | Chinees Taipei   | Michael Campbell    | 276 (-12) |                                      |
| 2000  |       |                                            |                                  |                  |                     |           |                                      |
| 13-01 | 16-01 | Alfred Dunhill Championship                | Houghton Golf Club               | Zuid-Afrika      | Anthony Wall        | 204 (-12) | Nieuw toernooi Afgewerkt in 3 ronden |
| 20-01 | 23-01 | Mercedes-Benz - Vodacom South African Open | Randpark Golf Club               | Zuid-Afrika      | Mathias Grönberg    | 274 (-14) |                                      |
| 27-01 | 30-01 | Heineken Classic                           | The Vines Golf & Country Club    | Australië        | Michael Campbell    | 268 (-20) |                                      |
| 03-02 | 06-02 | Greg Norman Holden International           | The Lakes Golf Course            | Australië        | Lucas Parsons       | 273 (-19) | Nieuw toernooi                       |
| 10-02 | 13-02 | Benson and Hedges Malaysian Open           | Saujana Golf & Country Club      | Maleisië         | Yeh Wei-tze         | 278 (-10) |                                      |
| 17-02 | 20-02 | Algarve Portuguese Open                    | Le Meridien Penina Golf & Resort | Portugal         | Gary Orr            | 275 (-13) |                                      |
| 23-02 | 27-02 | WGC - Andersen Consulting Match Play       | La Costa Resort & Spa            | Verenigde Staten | Darren Clarke       | -         |                                      |
| 02-03 | 05-03 | Dubai Desert Classic                       | Dubai Creek Golf & Yacht Club    | V.A.E.           | José Cóceres        | 274 (-14) |                                      |
| 09-03 | 12-03 | Qatar Masters                              | Doha Golf Club                   | Qatar            | Rolf Muntz          | 280 (-8)  |                                      |
| 16-03 | 19-03 | Madeira Island Open                        | Clube de Golf Santo da Serra     | Portugal         | Niclas Fasth        | 279 (-9)  |                                      |
| 23-03 | 26-03 | Brazil Rio de Janeiro 500 Years Open       | Itanhangá Golf Club              | Brazilië         | Roger Chapman       | 270 (-18) | Nieuw toernooi                       |
| 30-03 | 02-04 | Brazil São Paulo 500 Years Open            | São Paulo Golf Club              | Brazilië         | Pádraig Harrington  | 270 (-14) | Nieuw toernooi                       |
| 07-04 | 10-04 | Masters Tournament                         | Augusta National Golf Club       | Verenigde Staten | Vijay Singh         | 278 (-10) |                                      |
| 14-04 | 16-04 | The Eurobet Seve Ballesteros Trophy        | Sunningdale Golf Club            | Engeland         | Continentaal Europa | -         |                                      |
| 20-04 | 23-04 | Moroccan Open Méditel                      | Royal Golf Club Agadir           | Marokko          | Jamie Spence        | 266 (-22) |                                      |
| 28-04 | 01-05 | Peugeot Open de España                     | PGA Catalunya Resort             | Spanje           | Brian Davis         | 274 (-14) |                                      |
| 04-05 | 07-05 | Novotel Perrier Open de France             | Le Golf National                 | Frankrijk        | Colin Montgomerie   | 271 (-17) |                                      |
| 11-05 | 14-05 | Benson & Hedges International Open         | The Belfry Golf Club             | Engeland         | José María Olazábal | 275 (-13) |                                      |
| 18-05 | 21-05 | Deutsche Bank Open TPC of Europe           | Gut Kaden Golf & Land Club       | Duitsland        | Lee Westwood        | 273 (-15) |                                      |
| 26-05 | 29-05 | Volvo PGA Championship                     | The Wentworth Club               | Engeland         | Colin Montgomerie   | 271 (-17) |                                      |
| 01-06 | 04-06 | Compass Group English Open                 | Marriott Forest of Arden G & CC  | Engeland         | Darren Clarke       | 275 (-13) |                                      |
| 08-06 | 11-06 | The Celtic Manor Resort Wales Open         | The Celtic Manor Resort          | Wales            | Steen Tinning       | 273 (-15) | Nieuw toernooi                       |
| 15-06 | 18-06 | US Open                                    | Pebble Beach Golf Links          | Verenigde Staten | Tiger Woods         | 272 (-12) |                                      |
| 22-06 | 25-06 | Compaq European Grand Prix                 | Slaley Hall Golf Course          | Engeland         | Lee Westwood        | 276 (-12) |                                      |
| 29-07 | 02-07 | Murphy's Irish Open                        | Druids Glen Golf Club            | Ierland          | Patrik Sjöland      | 270 (-14) |                                      |
| 05-07 | 08-07 | Smurfit European Open                      | The K Club Golf Resort           | Ierland          | Lee Westwood        | 276 (-12) |                                      |
| 12-07 | 15-07 | Standard Life Loch Lomond                  | Loch Lomond Golf Club            | Schotland        | Ernie Els           | 273 (-11) |                                      |
| 20-07 | 23-07 | The Open Championship                      | St Andrews Links                 | Schotland        | Tiger Woods         | 269 (-19) |                                      |
| 27-07 | 30-07 | TNT Dutch Open                             | Noordwijkse Golfclub             | Nederland        | Stephen Leaney      | 269 (-19) |                                      |
| 03-08 | 06-08 | Scandinavian Masters                       | Kungsängen Golf Club             | Zweden           | Lee Westwood        | 270 (-24) |                                      |
| 10-08 | 13-08 | Victor Chandler British Masters            | Woburn Golf Club                 | Engeland         | Gary Orr            | 267 (-21) |                                      |
| 17-08 | 20-08 | US PGA Championship                        | Valhalla Golf Club               | Verenigde Staten | Tiger Woods         | 270 (-18) |                                      |
| 17-08 | 20-08 | West of Ireland Golf Classic               | Slieve Russell Golf Club         | Ierland          | Costantino Rocca    | 275 (-13) | Alternatief voor de "US PGA"         |
| 24-08 | 28-08 | WGC - NEC Invitational                     | Firestone Country Club           | Verenigde Staten | Tiger Woods         | 259 (-21) |                                      |
| 24-08 | 27-08 | Scottish PGA Championship                  | The Gleneagles                   | Schotland        | Pierre Fulke        | 271 (-17) | Alternatief voor de "WGC-NEC"        |
| 31-08 | 03-09 | BMW International Open                     | Golfclub München Eichenried      | Duitsland        | Thomas Bjørn        | 268 (-20) |                                      |
| 07-09 | 10-09 | Canon European Masters                     | Golf Club Crans-sur-Sierre       | Zwitserland      | Eduardo Romero      | 261 (-23) |                                      |
| 14-09 | 17-09 | Trophée Lancôme                            | Golf de Saint-Nom-la-Bretèche    | Frankrijk        | Retief Goosen       | 271 (-13) |                                      |
| 21-09 | 24-09 | Belgacom Open                              | Royal Zoute Golf Club            | België           | Lee Westwood        | 266 (-18) |                                      |
| 28-09 | 01-10 | Linde German Masters                       | Golf Club Gut Lärchenhof         | Duitsland        | Michael Campbell    | 179 (-19) | Afgewerkt in 3 ronden                |
| 05-10 | 08-10 | Cisco World Match Play Championship        | The Wentworth Club               | Engeland         | Lee Westwood        | -         |                                      |
| 12-10 | 15-10 | Alfred Dunhill Cup                         | St Andrews Links                 | Schotland        | Spanje              | -         | Teamevenement                        |
| 19-10 | 22-10 | Turespaña Masters                          | Club de Campo Villa de Madrid    | Spanje           | Pádraig Harrington  | 267 (-21) |                                      |
| 26-10 | 29-10 | Italian Open                               | Circolo Golf Is Molas            | Italië           | Ian Poulter         | 267 (-21) |                                      |
| 02-11 | 05-11 | Volvo Masters                              | Montecastillo Golf Resort        | Spanje           | Pierre Fulke        | 272 (-16) |                                      |
| 09-11 | 12-11 | WGC - American Express Championship        | Valderrama Golf Club             | Spanje           | Mike Weir           | 277 (-11) |                                      |
| 18-11 | 21-11 | WGC - EMC² World Cup                       | Buenos Aires Golf Club           | Argentinië       | Verenigde Staten    | -         | Teamevenement                        |

## Order of Merit
De Order of Merit wordt gebaseerd op basis van het verdiende geld.
| Rang | Speler              | Land          | Prijzengeld (€) |
| ---- | ------------------- | ------------- | --------------- |
| 1    | Lee Westwood        | Engeland      | 3.125.147       |
| 2    | Darren Clarke       | Noord-Ierland | 2.717.965       |
| 3    | Ernie Els           | Zuid-Afrika   | 2.017.248       |
| 4    | Michael Campbell    | Nieuw-Zeeland | 1.993.550       |
| 5    | Thomas Bjørn        | Denemarken    | 1.929.657       |
| 6    | Colin Montgomerie   | Schotland     | 1.740.917       |
| 7    | Pádraig Harrington  | Ierland       | 1.350.921       |
| 8    | Phillip Price       | Wales         | 1.331.591       |
| 9    | José María Olazábal | Spanje        | 1.174.564       |
| 10   | Gary Orr            | Schotland     | 1.009.473       |